# ミヒャエル・ナナサコフ
ミヒャエル・ナナサコフ（Michael Nanasakov）は、自動ピアノやMIDI音源を用いて楽曲を再現する「バーチャル・ピアニスト」である。

## 概要
「1955年、リトアニアのヴィルニス生まれ。ゴドフスキーと同じ地方の出身（中略）12歳のときに作曲とオルガンの演奏で 名高いアロイジオ（Aloisio）神父に師事し、音楽理論と即興演奏を学んだ。その後、ピアノという楽器自体に興味を持ち調律を勉強した。（中略）1989年、バルト三国の民族問題で揺れる故郷をあとにし、アメリカに亡命した」という架空のプロフィールを持つ。
調律師、プロデューサーの七澤順一（ななさわ じゅんいち）が「私が聴きたいピアノ曲を誰もやってくれないから」という動機から作業を行っているもので、1991年にゴドフスキーの『ショパンのエチュードによる練習曲』の抜粋を発表して「デビュー」した。2013年9月現在公開の演奏会は行われておらず、録音のみで活動を行っている。
シャルル＝ヴァランタン・アルカンやレオポルド・ゴドフスキー、カイホスルー・シャプルジ・ソラブジといった作曲家をはじめとする、通常のピアニストが取り上げにくい作品をレパートリーとして取り上げている。アルカン編曲のヴォルフガング・アマデウス・モーツァルトのピアノ協奏曲第20番は世界初録音を行った。
ソラブジ作品の発売中止以降、しばらく活動を休止していた（「長期のスランプに陥った」）が、2009年から録音活動を再開している。

## ディスコグラフィ
全てプライベートレーベルNanasawa Articulatesからの発売。
- 『レオポルト・ゴドフスキー：ショパンのエチュードによる53の練習曲より27曲』 1991年
- 『Ch.V.アルカン：短調による12の練習曲』　1998年
- 『レオポルト・ゴドフスキー：ピアノ編曲によるバッハ・ヴァイオリンソナタ』　2000年
- 『レオポルト・ゴドフスキー：ピアノ編曲によるバッハ・無伴奏チェロ組曲』　2000年
- 『Ch.V.アルカン：ALKAN in 1837』　2001年
- 『セルゲイ・ラフマニノフ：ピアノ協奏曲第2番、第3番（ピアノ2台用編曲）』　2009年
- 『セルゲイ・ラフマニノフ：ピアノ協奏曲第1番、第4番、パガニーニの主題による狂詩曲（ピアノ2台用編曲）』　2010年
- 『レオポルト・ゴドフスキー：ショパンのエチュードによる練習曲全曲 + α（59曲）』　2010年
- 『プロコフィエフ：ピアノ協奏曲第1番、第2番、第3番（ピアノ2台用編曲）』　2013年
- 『スクリャービン：交響曲第3番（四手連弾用編曲）、第5番（ピアノ2台用編曲）他』2015年
- 『ブランデンブルク協奏曲（全曲）ピアノ独奏用編曲』2016年
- 『チャイコフスキー交響曲4番、6番（ピアノ2台8手版）』2017年
- 『眠れる森の美女（全曲）ピアノ独奏版』2018年
- 『くるみ割り人形 ピアノ独奏版』2019年